# Synsphyronus absitus
Synsphyronus absitus är en spindeldjursart som beskrevs av Harvey 1987. Synsphyronus absitus ingår i släktet Synsphyronus och familjen gammelekklokrypare. Inga underarter finns listade i Catalogue of Life.